# 小国町総合スポーツ公園
小国町総合スポーツ公園（おぐにまちそうごうスポーツこうえん）は、山形県西置賜郡小国町にある運動公園。

## 概要
テニスコート、野球場、陸上競技場の3つを兼ね備えている。照明設備もあり夜も利用可能。合宿用の宿泊施設もある。

## 施設概要
テニスコート
- 砂入人工芝コート（全天候利用可能）4面
- 壁打コート 1面
- 照明設備 3面

野球場
- グラウンド面積 12,160平方メートル
- 両翼線 91メートル、中堅線 120メートル
- 収容人数 4,175人
- 照明燈 6基

陸上競技場（日本陸上競技連盟公認第4555号第4種競技場）
- 1周 300メートル／6コース（直線8コース）

## 所在地
山形県西置賜郡小国町大字小国町509
アクセス
- JR小国駅から車で3分、徒歩10分